# Ramón Benito Aceña
Ramón Benito Aceña (Valdeavellano de Tera, 14 de octubre de 1830-Madrid, 11 de diciembre de 1916) fue un político español, diputado y luego senador por la provincia de Soria casi ininterrumpidamente desde 1871 hasta su muerte en 1916. Era hijo de Matías Benito e Ignacia Aceña.
Una plaza de la ciudad de Soria lleva su nombre.